# Wolfgang Haken
Wolfgang Haken (Berlino, 21 giugno 1928 – Champaign, 2 ottobre 2022) è stato un matematico tedesco, conosciuto per aver dimostrato, con Kenneth Appel, il teorema dei quattro colori nel 1976.